# مدرسة الهداية الخليفية
مدرسة الهداية الخليفية الثانوية للبنين هي أول مدرسة نظامية حكومية في البحرين وما زالت تعمل حتى الآن، وتقع في البسيتين بمنطقة المحرق.
يرجع تاريخ تأسيس المدرسة إلى عام 1919 / 1338 هـ، كان التعليم في البحرين مقتصر على تعليم في الكتاتيب الذين يدرسون القرآن الكريم بشكل أساسي، وحينما افتتحت المدرسة كانت مقتصرة على تدريس أبناء الأسرة الحاكمة وأصحاب المراكز المهمة في الدولة، ومن ثم أصبحت لعامة الشعب.